# 1441 Bolyai
1441 Bolyai (1937 WA) là một tiểu hành tinh vành đai chính được phát hiện ngày 16 tháng 11 năm 1937 bởi György Kulin ở Budapest. Nó được đặt theo tên the Hungarian nhà toán học János Bolyai.